# 喬納森·溫萊特
喬納森·梅休·溫萊特四世（英語：Jonathan Mayhew Wainwright IV），1883年8月23日—1952年9月2日），是第二次世界大戰的美國陸軍中將。在二戰期間是美軍菲律賓軍區的司令，他也是向大日本帝國投降的指揮官，回國後晉升為上將。

## 生平
1901年他畢業于高地公園高中和西點軍校。1929年他被提升為中校，畢業于指揮和參謀學院。1935年晉升為上校，並擔任第3騎兵團的指揮官直到1938。

### 二戰菲律賓戰役
1940年9月，溫萊特晉升為臨時少將，12月作為指揮官到菲律賓。1941年12月，溫萊特和比他高級駐守菲律賓的將領麥克亞瑟負責抵抗大日本帝國入侵菲律賓。從林加延灣日本灘頭撤退，1942年1月盟軍部隊撤回到巴丹半島及科雷希多，在那裡他們保衛馬尼拉灣入口處。3月麥克亞瑟遷到澳大利亞，作為西南太平洋戰區盟軍總司令。只留下菲律賓盟軍司令的作戰境地爛攤子給溫萊特，同時溫萊特晉升為臨時中將。4月9日，巴丹半島戰役因為物資短缺和耗盡，爱德华·金將軍與70000美軍士兵投降，但在巴丹死亡行軍中死了萬多人。5月5日，在寇里吉多爾島的日本軍隊頑強抵抗。5月6日，物資將要用盡，為了減少更多人的傷亡，溫萊特向日本投降。6月9日，菲律賓的盟軍全都投降，但在戰俘營美軍士兵死傷數萬人。
溫萊特被關押在呂宋北部，轉輾到台灣和滿州國的戰俘營，直到1945年8月被蘇聯紅軍解放。溫萊特在被俘的美軍將領中是軍銜最高者，曾囚禁於台灣花蓮、屏東及當時滿州國西安縣等地的戰俘營。他在9月2日美國海軍密蘇里號戰艦甲板上見證了日本投降後，返回菲律賓，接受當地日軍指揮官山下奉文的投降。
溫萊特贏得所有人的尊重，獲釋後，回國晉升為上將。他問了第一個問題是問人們是如何看待他？告訴他的回答是英雄的評價，溫萊特非常驚訝。
後來馬歇爾要為溫萊特爭取一枚榮譽勳章，麥克阿瑟拒絕批准，理由是溫萊特的作為並不足以匹配此勳章，這對其他有著更為傑出表現的人來說不公平。直到戰後，溫萊特終於收到由杜魯門總統所頒授的勳章。在那些比較親近溫萊特的軍官之間，他們對於此事和類似事件對麥克阿瑟抱持嫌惡之感。
往後他寫了一本自傳。
1952年9月2日，溫萊特中風，在聖安東尼奧去世，葬在阿靈頓國家公墓。

## 紀念
- 臺灣臺南美國學校以其名命名為「Jonathan M. Wainwright High School」 [2]，但該校已於1970年代關閉。